# ستين ثيتشوسين

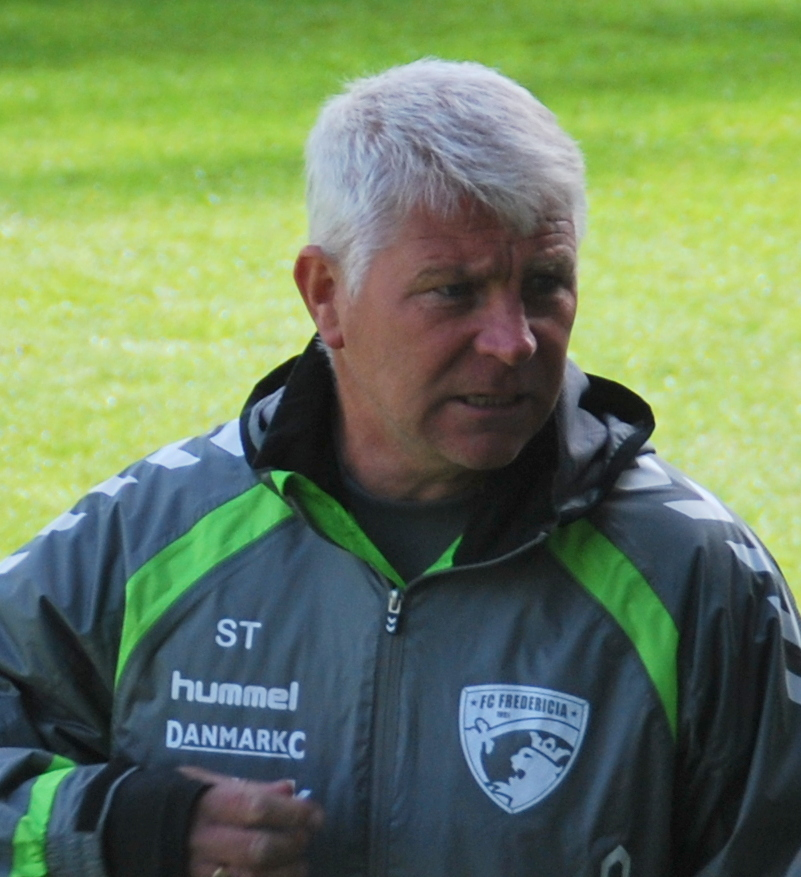
ستين ثيتشوسين

ستين ثيتشوسين (بالدنماركية: Steen Thychosen)‏، من مواليد 22 سبتمبر 1958، لاعب كرة قدم دنماركي سابق، ومدرب كرة قدم دنماركي.
لعب مع منتخب الدنمارك لكرة القدم.

## روابط خارجية
- ستين ثيتشوسين على موقع قاعدة بيانات كرة القدم.إي يو (الإنجليزية)
- ستين ثيتشوسين على موقع ناشيونال فوتبول تيمز (الإنجليزية)